# هیلی (کانزاس)
هیلی (به انگلیسی: Healy) شهری در ایالت کانزاس کشور ایالات متحده آمریکا است که جمعیت آن در سرشماری سال ۲۰۱۰ میلادی، ۲۳۴ نفر بوده‌است.